# توکوترینول

ساختار شیمیایی عمومی توکترینول‌ها.
آلفا (α) -توکترینول: R1 = متیل، R2 = متیل، R3 = متیل؛
بتا (β) -توکترینول: R1 = متیل، R2 = H, R3 = متیل؛
گاما (γ) -توکترینول: R1 = H, R2 = متیل، R3 = متیل؛
دلتا (δ) -توکترینول: R1 = H, R2 = H, R3 = متیل

خانواده ویتامین E شامل چهار توکوترینول (آلفا، بتا، گاما، دلتا) و چهار توکوفرول (آلفا، بتا، گاما، دلتا) است. تفاوت اصلی در ساختاری شیمیایی توکترینول‌ها و توکوفرول‌ها این است که توکوترینول‌ها دارای زنجیره‌های جانبی ایزوپرنوئید اشباع نشده با سه پیوند مضاعف کربن-کربن هستند. در مقابل زنجیره‌های جانبی توکوفرول‌ها اشباع شده‌است. (شکل را ببینید).
توکوترینول‌ها ترکیباتی هستند که به‌طور طبیعی در برخی روغن‌های گیاهی از جمله روغن پالم، روغن سبوس برنج، روغن جوانه گندم، جو، روغن نخل اره‌ای، آناتو و انواع خاصی از دانه‌ها، مغزها و روغن‌های حاصل از آن‌ها در مقادیر بالا وجود دارند.

## اثرات جانبی
توکوترینول‌ها به‌طور کلی در بدن به خوبی تحمل می‌شوند و عوارض جانبی قابل توجهی ندارند.